# Eastmancolor
Eastmancolor è il nome commerciale usato da Eastman Kodak per una tecnologia di riproduzione cinematografica del colore.
Introdotta nel 1950, è una tecnologia più leggera e meno costosa del Technicolor, dove vengono stampati tre strati sensibili separati per ogni colore primario. Eastmancolor sovrappone i tre colori primari sottrattivi (giallo, magenta e ciano) su tre strati sensibili della stessa pellicola, ottenendo una migliore fedeltà cromatica. A differenza del Technicolor che mantiene nel tempo la qualità dei colori, le pellicole Eastmancolor, indipendentemente dalla cura posta nel conservarle, tendono a deteriorare nel tempo presentando immagini prevalentemente viola. Molti film girati in Eastmancolor sono stati preservati grazie alla pratica di stampare, dopo il montaggio, il negativo della pellicola Eastmancolor in quattro matrici monocromatiche per la stampa di copie in Technicolor a tre colori.
Eastmancolor è noto anche con altri nomi, a seconda degli studi che lo utilizzavano, come DeLuxe Color (20th Century Fox), Warnercolor, Metrocolor, Pathécolor, Columbiacolor ed altri.